# 唐乙鳳
唐乙鳳（1942年—2011年），艺名“唐纹”，廣東中山縣唐家灣人，香港1970年代艺人、画家。主演的作品有《我又來也》、《群芳譜》和《含苞待放》等。曾祖父是中國晚清涉外重臣唐紹儀。曾祖母是唐紹儀的第三任太太吳維翹。
中央新聞紀錄電影製片廠1981的紀錄片《香港青年畫家——唐乙鳳》，簡介如下：
“香港電影演員唐乙鳳的表演藝術頗受電影觀眾讚賞，她還是一位年青的工筆重彩畫畫家。這次應邀來北京參加個人畫展。她的一幅幅鮮豔明麗的作品深深吸引著廣大群眾。色澤純淨而高雅的《眠雀》、《紅蓮》、《臘梅》都富有民族傳統特色。于致真、王叔暉都是從事了一輩子工筆劃的著名畫家，她們對唐乙鳳能苦心鑽研工筆重彩畫感到由衷高興。向中國知名畫家討教，和青年同行交流技藝使唐乙鳳感到格外高興。唐乙鳳表示：這次回祖國大陸舉辦個人畫展是一生難忘的大事。”
1. ↑  . hkmdb.com.   [2023-08-02]. （原始内容存档于2023-08-02）.